# Championnats d'Europe de pentathlon moderne 2021
Navigation
Championnats d'Europe 2019 Championnats d'Europe 2022
Les Championnats d'Europe de pentathlon moderne 2021 sont la 29e édition des Championnats d'Europe de pentathlon moderne. Ils ont lieu à Nijni Novgorod, en Russie, du 5 au 11 juillet 2021.
Les Allemands et les Britanniques ne participent pas à la compétition en raison des restrictions sanitaires liées à la pandémie de Covid-19.

## Résultats

### Hommes
| Épreuve     | Or                                                       | Or                                                       | Or                                                       | Or                                                       | Or        | Argent                                                     | Argent                                                     | Argent                                                     | Argent                                                     | Argent    | Bronze                                                       | Bronze                                                       | Bronze                                                       | Bronze                                                       | Bronze    |
| Individuel  | Bence Kardos                                             | Bence Kardos                                             | Bence Kardos                                             | Bence Kardos                                             | 1 476 pts | Brice Loubet                                               | Brice Loubet                                               | Brice Loubet                                               | Brice Loubet                                               | 1 461 pts | Bence Demeter                                                | Bence Demeter                                                | Bence Demeter                                                | Bence Demeter                                                | 1 456 pts |
| Individuel  | 205                                                      | 301                                                      | 300                                                      | 670                                                      | 1 476 pts | 235                                                        | 286                                                        | 293                                                        | 647                                                        | 1 461 pts | 245                                                          | 298                                                          | 293                                                          | 620                                                          | 1 456 pts |
| Par équipes | Hongrie- Bence Kardos - Bence Demeter - Richárd Bereczki | Hongrie- Bence Kardos - Bence Demeter - Richárd Bereczki | Hongrie- Bence Kardos - Bence Demeter - Richárd Bereczki | Hongrie- Bence Kardos - Bence Demeter - Richárd Bereczki | 4 380 pts | France- Brice Loubet - Pierre Dejardin - Christopher Patte | France- Brice Loubet - Pierre Dejardin - Christopher Patte | France- Brice Loubet - Pierre Dejardin - Christopher Patte | France- Brice Loubet - Pierre Dejardin - Christopher Patte | 4 352 pts | Biélorussie- Ivan Khamtsou - Yauheni Arol - Artem Evstigneev | Biélorussie- Ivan Khamtsou - Yauheni Arol - Artem Evstigneev | Biélorussie- Ivan Khamtsou - Yauheni Arol - Artem Evstigneev | Biélorussie- Ivan Khamtsou - Yauheni Arol - Artem Evstigneev | 4 288 pts |
| Relais      | Italie- Giuseppe Mattia Parisi - Roberto Micheli         | Italie- Giuseppe Mattia Parisi - Roberto Micheli         | Italie- Giuseppe Mattia Parisi - Roberto Micheli         | Italie- Giuseppe Mattia Parisi - Roberto Micheli         | 1 495 pts | Biélorussie- Yaroslav Radziuk - Ilya Palazkov              | Biélorussie- Yaroslav Radziuk - Ilya Palazkov              | Biélorussie- Yaroslav Radziuk - Ilya Palazkov              | Biélorussie- Yaroslav Radziuk - Ilya Palazkov              | 1 485 pts | Russie- Kiril Beliakov - Alexander Lifanov                   | Russie- Kiril Beliakov - Alexander Lifanov                   | Russie- Kiril Beliakov - Alexander Lifanov                   | Russie- Kiril Beliakov - Alexander Lifanov                   | 1 476 pts |
| Relais      | 225                                                      | 315                                                      | 300                                                      | 655                                                      | 1 495 pts | 236                                                        | 321                                                        | 242                                                        | 686                                                        | 1 485 pts | 236                                                          | 320                                                          | 265                                                          | 655                                                          | 1 476 pts |

### Femmes
| Épreuve     | Or                                                  | Or                                                  | Or                                                  | Or                                                  | Or        | Argent                                                            | Argent                                                            | Argent                                                            | Argent                                                            | Argent    | Bronze                                                          | Bronze                                                          | Bronze                                                          | Bronze                                                          | Bronze    |
| Individuel  | Ieva Serapinaitė                                    | Ieva Serapinaitė                                    | Ieva Serapinaitė                                    | Ieva Serapinaitė                                    | 1 376 pts | Blanka Guzi                                                       | Blanka Guzi                                                       | Blanka Guzi                                                       | Blanka Guzi                                                       | 1 369 pts | Sarolta Simon                                                   | Sarolta Simon                                                   | Sarolta Simon                                                   | Sarolta Simon                                                   | 1 361 pts |
| Individuel  | 250                                                 | 280                                                 | 286                                                 | 560                                                 | 1 376 pts | 205                                                               | 275                                                               | 300                                                               | 589                                                               | 1 369 pts | 243                                                             | 248                                                             | 300                                                             | 570                                                             | 1 361 pts |
| Par équipes | Hongrie- Blanka Guzi - Sarolta Simon - Kamilla Réti | Hongrie- Blanka Guzi - Sarolta Simon - Kamilla Réti | Hongrie- Blanka Guzi - Sarolta Simon - Kamilla Réti | Hongrie- Blanka Guzi - Sarolta Simon - Kamilla Réti | 4 010 pts | Russie- Gulnaz Gubaydullina - Adelina Ibatullina - Sophia Kozlova | Russie- Gulnaz Gubaydullina - Adelina Ibatullina - Sophia Kozlova | Russie- Gulnaz Gubaydullina - Adelina Ibatullina - Sophia Kozlova | Russie- Gulnaz Gubaydullina - Adelina Ibatullina - Sophia Kozlova | 3 900 pts | Italie- Francesca Tognetti - Aurora Tognetti - Irene Prampolini | Italie- Francesca Tognetti - Aurora Tognetti - Irene Prampolini | Italie- Francesca Tognetti - Aurora Tognetti - Irene Prampolini | Italie- Francesca Tognetti - Aurora Tognetti - Irene Prampolini | 3 845 pts |
| Relais      | Biélorussie- Volha Silkina - Anastasiya Prokopenko  | Biélorussie- Volha Silkina - Anastasiya Prokopenko  | Biélorussie- Volha Silkina - Anastasiya Prokopenko  | Biélorussie- Volha Silkina - Anastasiya Prokopenko  | 1 430 pts | Pologne- Marta Kobecka - Natalia Dominiak                         | Pologne- Marta Kobecka - Natalia Dominiak                         | Pologne- Marta Kobecka - Natalia Dominiak                         | Pologne- Marta Kobecka - Natalia Dominiak                         | 1 391 pts | Russie- Uliana Batashova - Hanna Buriak                         | Russie- Uliana Batashova - Hanna Buriak                         | Russie- Uliana Batashova - Hanna Buriak                         | Russie- Uliana Batashova - Hanna Buriak                         | 1 382 pts |
| Relais      | 267                                                 | 287                                                 | 300                                                 | 576                                                 | 1 430 pts | 206                                                               | 291                                                               | 300                                                               | 594                                                               | 1 391 pts | 226                                                             | 292                                                             | 293                                                             | 571                                                             | 1 382 pts |

### Mixte
| Épreuve | Or                                             | Or                                             | Or                                             | Or                                             | Or        | Argent                                         | Argent                                         | Argent                                         | Argent                                         | Argent    | Bronze                                       | Bronze                                       | Bronze                                       | Bronze                                       | Bronze    |
| Relais  | Russie- Anastasia Chistiakova - Kiril Beliakov | Russie- Anastasia Chistiakova - Kiril Beliakov | Russie- Anastasia Chistiakova - Kiril Beliakov | Russie- Anastasia Chistiakova - Kiril Beliakov | 1 455 pts | Lituanie- Ieva Serapinaitė - Justinas Kinderis | Lituanie- Ieva Serapinaitė - Justinas Kinderis | Lituanie- Ieva Serapinaitė - Justinas Kinderis | Lituanie- Ieva Serapinaitė - Justinas Kinderis | 1 436 pts | Italie- Irene Prampolini - Valerio Grasselli | Italie- Irene Prampolini - Valerio Grasselli | Italie- Irene Prampolini - Valerio Grasselli | Italie- Irene Prampolini - Valerio Grasselli | 1 409 pts |
| Relais  | 220                                            | 302                                            | 299                                            | 634                                            | 1 455 pts | 228                                            | 313                                            | 270                                            | 625                                            | 1 436 pts | 208                                          | 304                                          | 266                                          | 631                                          | 1 409 pts |

## Tableau des médailles
- Pays organisateur

| Rang  | Nation      | Or | Argent | Bronze | Total |
| ----- | ----------- | -- | ------ | ------ | ----- |
| 1     | Hongrie     | 3  | 1      | 2      | 6     |
| 2     | Russie      | 1  | 1      | 2      | 4     |
| 3     | Biélorussie | 1  | 1      | 1      | 3     |
| 4     | Lituanie    | 1  | 1      | 0      | 2     |
| 5     | Italie      | 1  | 0      | 2      | 3     |
| 6     | France      | 0  | 2      | 0      | 2     |
| 7     | Pologne     | 0  | 1      | 0      | 1     |
| Total | Total       | 7  | 7      | 7      | 21    |